# 未来の星新鋭最強戦
未来の星新鋭最強戦（みらいのほし しんえいさいきょうせん、미래의 별 신예최강전）は、韓国の囲碁の若手棋戦。2015年に開始。
- 主催 韓国棋院
- 後援 睦鎮碩九段/未来の星後援会
- 優勝賞金 1000万ウォン

## 方式
- 第1期は、韓国棋院の14名の若手棋士が2組に分かれてリーグ戦を行い、それぞれの優勝者による決勝三番勝負。
- 第2期は、韓国9名、中国、日本、台湾各2名、招待棋士1名の計16名が、各3局を打って、2勝者8名によるトーナメントを行う。決勝は三番勝負。
- 第3期は、日本の大竹優、大西竜平、中国の沈沛然、王星昊、台湾の簡靖庭、陳首廉を含む24名によるトーナメントで、決勝は一番勝負[1]
- 第4期は、1次戦（64名によるスイス式リーグ戦）、2次戦（64名によるトーナメント戦）を行い、優勝者同士による王中王戦を行った[2]。
- 第5期は2016年以降入段の棋士と、推薦された研究生4名が出場。予選を勝ち抜いた16名による本戦トーナメントを実施。[3]
- 第6期は2002年以降に生まれた棋士32名による本戦トーナメントを実施。[4]
- 第7期は2003年以降に生まれた棋士35名による本戦トーナメントを実施。[5]
- 第8期は2004年以降に生まれた棋士48名による本戦トーナメントを実施。[6]
- 持時間は、1-7期は各自2時間、1分の秒読み3回。8期は各40分、追加時間30秒。

## 歴代優勝者と決勝戦
（左が優勝者。カッコ内はリーグ成績・準決勝）
- 第1期 2015年 朴材根 2-1 崔宰榮（朴材根:Aリーグ5-1、崔宰榮:Bリーグ6-0）
- 第2期 2017年 金明訓 2-0 朴河旼（準決勝: 金明訓 - 韓昇周、朴河旼 - 李維清（中国））
- 第3期 2018年 安正己 - 朴鍵昊（準決勝:安正己 - 全勇洙、朴鍵昊 - 朴河旼）
- 第4期 2019年
  - 1次戦 1位:朴常鎭、2位:朴河旼
  - 2次戦 朴河旼 - 朴常鎭
  - 王中王戦 朴河旼 - 朴常鎭
- 第5期 2020年 金昌勳 - 崔光戶（準決勝:金昌勲-琴沚玗、崔光戸-金希洙）
- 第6期 2021年 文敏鍾 - 玄釉斌（準決勝:文敏鍾-呉秉祐、玄釉斌-韓友賑）
- 第7期 2022年 朴伸英 - 韓友賑（準決勝:朴伸英-金珉舒、韓友賑-朴只玹）
- 第8期 2023年 権孝珍 - 金凡瑞（準決勝:権孝珍-朴只玹、金凡瑞-李沇）

## 注
1. ↑  CYBERORO(2018.01.20)
2. ↑  韓国棋院(2019.03.18)
3. ↑  TYGEM2020.6.11
4. ↑  韓国棋院2021.4.6
5. ↑  韓国棋院2022.3.26
6. ↑  韓国棋院2023.4.24